# Forza Motorsport 3
Forza Motorsport 3 - це відеогра 2009 року, в жанрі автосимулятор, розроблена для Xbox 360 від Turn 10 Studios, та видана Microsoft Game Studios. Це продовження Forza Motorsport 2 і третя гра у серії Forza Motorsport. Гра включає в себе більше 400 автомобілів з можливістю кастомізації (більше 500 автомобілів у версії Ultimate Collection) від 50 виробників і більше 100 гоночних трас з можливістю гонки до восьми автомобілів.
| Відеоігри | Це незавершена стаття про відеоігри. Ви можете допомогти проєкту, виправивши або дописавши її. |